# Mucuna humblotii
Mucuna humblotii är en ärtväxtart som beskrevs av Emmanuel Drake del Castillo. Mucuna humblotii ingår i släktet Mucuna och familjen ärtväxter. Inga underarter finns listade i Catalogue of Life.